# Club Deportivo Rebalaje
El Club Deportivo Rebalaje es un club de remo del barrio de La Araña, en la ciudad de Málaga (Andalucía, España). Fue creado en 2006 con el objetivo de promover la tradición de las regatas de jábegas en la costa malagueña.
En 2009 se proclamó campeón de la liga de jábegas con la barca "La Cordela", siendo este su primer título en dicha liga. El club ha sido tercero de España en categoría cadete en 2007 y subcampeón de España juvenil en 2008.

## Palmarés
- Subcampeón liga de jábegas 2010.
- Cuarto clasificado Campeonato España 2009.
- Campeón liga de jábegas 2009.
- Subcampeón campeonato de Andalucía de jábegas 2009.
- Subcampeón campeonato de España 2008 juvenil.
- Tercer clasificado campeonato de España 2007 cadete